# Konstantin Yakovlevich Vanshenkin
Konstantin Yakovlevich Vanshenkin (tiếng Nga: Константи́н Я́ковлевич Ванше́нкин, 17 tháng 12 năm 1925-15 tháng 12 năm 2012) – là nhà thơ, nhà văn Nga Xô Viết, tác giả của những bài hát nổi tiếng như Ta mến yêu người, ơi cuộc sống (Я люблю тебя, жизнь), Điệu Vals giã từ («Вальс расставания) vv…

## Tiểu sử
Konstantin Vanshenkin sinh ở Moskva, trong gia đình một kỹ sư yêu thơ ca. Năm 1942 đang học lớp 10 thì tình nguyện ra trận. Sau chiến tranh vào học trường Đại học mỏ được một năm thì chuyển sang học trường viết văn M. Gorky và tốt nghiệp năm 1953. Bài thơ đầu tiên viết về đất nước Hungari được Hồng quân giải phóng và in sau chiến tranh. Những tập thơ đầu tiên: Песня о часовых (1951), Подарок (1952), Лирические стихи (1953), Портрет друга (1955), Волны (1957), Лирика (1959).
Thơ của Konstantin Vanshenkin giản dị, gần gũi với những nhà thơ thế hệ chiến tranh Vệ quốc, viết về những đề tài như: tình đồng chí, về những cậu bé đi vào cuộc chiến từ những ngày tuổi thơ, về cuộc sống riêng tư của mỗi con người và cuộc sống của cả đất nước, nghĩa vụ đối với tổ quốc... Nhiều bài thơ của ông được phổ nhạc và trở thành những bài hát nổi tiếng. Vợ ông – Inna Goff cũng là nữ nhà thơ, nhà văn, tác giả của bài hát Cánh đồng Nga (Русское поле) nổi tiếng. Con gái Galina hiện nay cũng là họa sĩ nổi tiếng ở Nga.
Konstantin Vanshenkin được tặng Giải thưởng Nhà nước Liên bang Nga (Лауреат Государственной премии Российской Федерации) năm 2001 và nhiều huân, huy chương các loại của Liên Xô và Nga.

## Tác phẩm
- Песня о часовых, 1951
- Подарок, 1952
- Лирические стихи, 1953
- Портрет друга, 1955
- Волны, 1957
- Надпись на книге, 1960
- Окна, 1962
- Армейская юность, 1964
- Другу, 1965
- Соловьиный коридор, 1967
- Избранное, 1969
- Прикосновение, 1972
- Характер, 1973
- Наброски к роману. Статьи, 1973
- Избранные произведения в 2 т., 1975
- Лица и голоса, 1978
- Повести и рассказы, 1976
- Дорожный знак, 1977
- Десятилетье, 1980
- Поздние яблоки, 1980
- Ветка, 1981
- Рассказ о потерянном фотоальбоме, 1982
- Жизнь человека, 1983
- Собрание сочинений в 3 т., 1983-84
- Графин с петухом, 1985
- Далекий свет, 1985
- Поиски себя: Воспоминания, заметки, записи, 1985
- Зимняя дорога, 1986
- Жизнь человека, 1988
- Любовь по переписке, 1988
- Писательский Клуб, 1998
- Женщина за стеной, 2003
- Шепот. Интимная лирика, 2008

## Một số bài thơ
| Ta mến yêu người, ơi cuộc sống Tặng M. Bernes Ta mến yêu người, ơi cuộc sống Tự nhiên thôi, mới mẻ gì đâu Ta mến yêu người, ơi cuộc sống Ta yêu rồi yêu lại lần sau. Những ô cửa sổ đèn đã sáng Ta về nhà mỏi mệt bước chân Ta mến yêu người, ơi cuộc sống Và mong người sẽ tốt đẹp hơn. Cuộc đời đã cho ta không ít Mặt đất trải rộng, biển mênh mông Và ta đã từ lâu được biết Vô tư tình bạn của đàn ông. Trong tiếng ngân vang của mỗi ngày Ta hạnh phúc rằng ta bận bịu! Một tình yêu trong tim ta đây Yêu là gì chắc người đã hiểu. Tiếng họa mi hót hay biết bao Buổi hoàng hôn, nụ hôn buổi sớm Con trẻ ơi, đỉnh của tình yêu Đấy là điều diệu kỳ quá lớn! Ta lại cùng các con qua đấy Tuổi thơ, tuổi trẻ và bến tàu Và sau đấy là bao đứa cháu Tất cả như lặp lại từ đầu. Chao ôi, ngày tháng trôi nhanh quá Nhìn lên tóc bạc, bỗng thấy buồn Đời ơi có nhớ bao người lính Không về để bảo vệ đời chăng? Thì hãy vui lên và thể hiện Trong tiếng kèn khúc hát mùa xuân! Ta mến yêu người, ơi cuộc sống Và được người yêu lại, ta mong! Mùa xuân Mưa dông đầu mùa trên thành phố Mưa kêu trong ống xối vang rền. "Chẳng ai trên đời yêu ta cả" Cô bé nhà ai dối chính mình. Nước trên vỉa hè rơi tung tóe Bé con trong căn hộ một mình Bé con khoác lác vì vui quá Hân hoan bên cửa sổ mở toang. Mưa tuôn ào ào trên đường phố Mưa trên nóc xe điện ầm vang. "Chẳng ai trên đời yêu ta cả" Giọng ai hạnh phúc vẫn ngân vang. Tôi với nàng Tôi với nàng chia tay đã nhiều năm. Lùi lại tháng năm theo đường phố cũ Tôi bất chợt lại đi về nơi đó Nơi mà tôi thường gặp gỡ với nàng. Chỉ nhớ ra dưới ánh những ngọn đèn Xung quanh nhà nàng và treo trước cửa… Thật giống cảnh những ngày đầu tháng giêng Người ta đề trong thư ngày năm cũ. Bản dịch của Nguyễn Viết Thắng | Я люблю тебя, Жизнь М.Бернесу Я люблю тебя, Жизнь, Что само по себе и не ново, Я люблю тебя, Жизнь, Я люблю тебя снова и снова. Вот уж окна зажглись, Я шагаю с работы устало, Я люблю тебя, Жизнь, И хочу, чтобы лучше ты стала. Мне немало дано - Ширь земли и равнина морская, Мне известна давно Бескорыстная дружба мужская. В звоне каждого дня, Как я счастлив, что нет мне покоя! Есть любовь у меня, Жизнь, ты знаешь, что это такое. Как поют соловьи, Полумрак, поцелуй на рассвете. И вершина любви - Это чудо великое - дети! Вновь мы с ними пройдем, Детство, юность, вокзалы, причалы. Будут внуки потом, Всё опять повторится сначала. Ах, как годы летят, Мы грустим, седину замечая, Жизнь, ты помнишь солдат, Что погибли, тебя защищая? Так ликуй и вершись В трубных звуках весеннего гимна! Я люблю тебя, Жизнь, И надеюсь, что это взаимно! Весной Первый ливень над городом лупит, Тарахтит в водосточной трубе. "Ах, никто меня в мире не любит",- Врет девчонка самой же себе. Брызги тучей стоят над панелью, А девчонка в квартире одна,- Врет от радости и от веселья У раскрытого настежь окна. Дождь с размаху по улицам рубит, По троллейбусным крышам стучит. "Ах, никто меня в жизни не любит!"- Звонко голос счастливый звучит... Это было давно. Мы расстались тогда Это было давно. Мы расстались тогда. А назавтра по старой аллее Я, забывшись, пришел машинально туда, Где обычно встречались мы с нею. И опомнился лишь под лучом фонаря Возле дома ее, перед входом... Так - случается - в первые дни января Письма прошлым датируют годом. |